# 코스모 클락 21

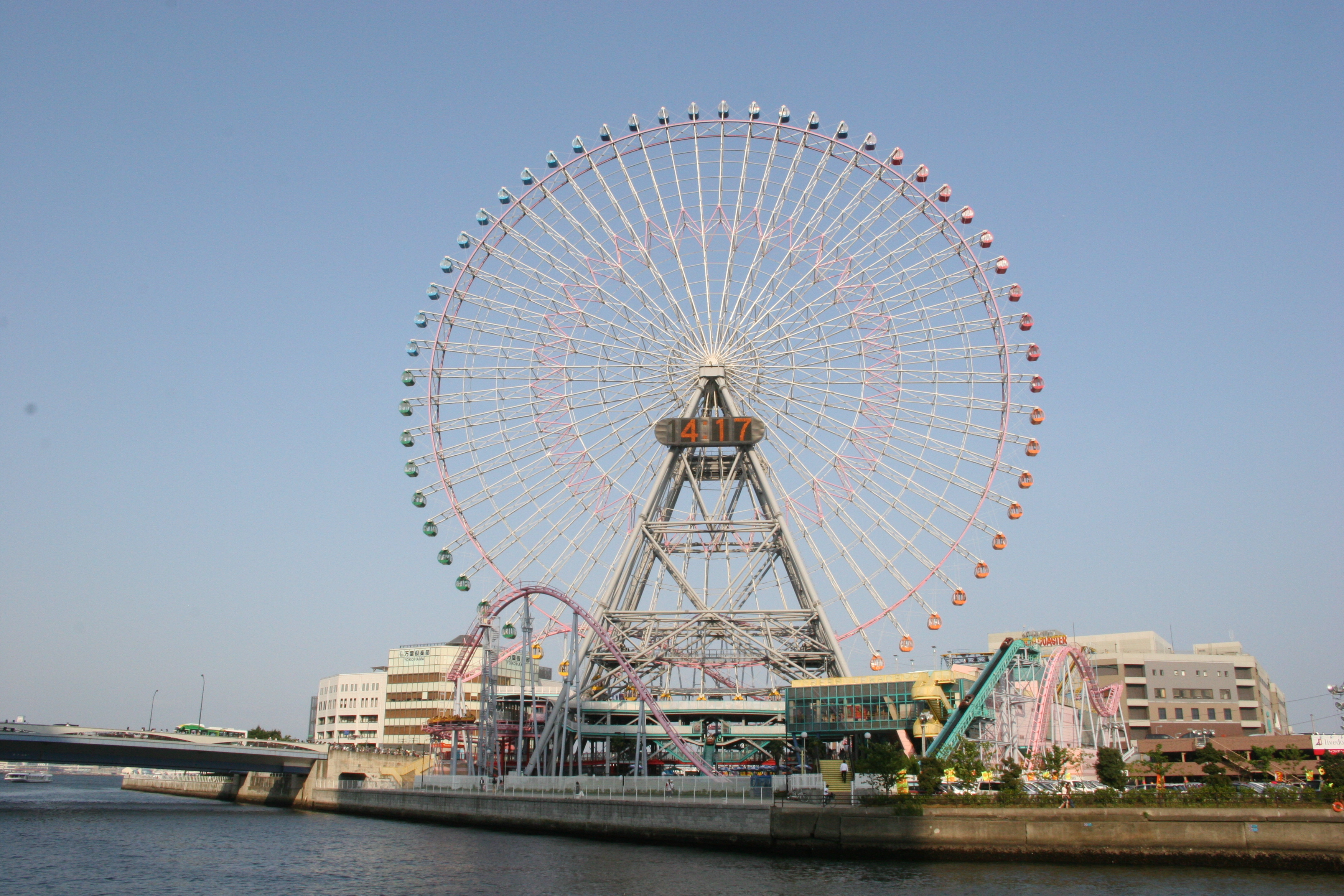
코스모 클락 21

코스모 클락 21(일본어: コスモクロック21)은 가나가와현 요코하마시 나카구 미나토미라이 21 지구에 소재하는 관람차이다.